# Helmut Halfmann
Helmut Halfmann (* 21. Januar 1950 in Geilenkirchen) ist ein deutscher Althistoriker.
Nach dem Abitur in Bonn 1968 studierte er dort und in Bochum Geschichte und Latein. Nach dem Ersten Staatsexamen 1975 wurde er wissenschaftlicher Angestellter am Seminar für Alte Geschichte der Universität Heidelberg. Dort wurde er mit einer von Géza Alföldy betreuten Arbeit 1977 promoviert. Nach der Promotion war er in Heidelberg als wissenschaftlicher Assistent tätig. Halfmann habilitierte sich 1984 und übernahm 1986 eine Professur an der Universität Münster. 1991 wechselte er als Nachfolger Peter Herrmanns auf einen Lehrstuhl an der Universität Hamburg. Einen im Oktober 1995 erfolgten Ruf auf eine C 4-Professur an die Universität Münster lehnte er ab. Halfmann war von Oktober 1999 bis Februar 2000 Gastprofessor an der Universität Bordeaux III. Für 2015 wurde ihm der Ausonius-Preis für seine Leistungen im Bereich der römischen Geschichte sowie den Digital Humanities zugesprochen. 2015 ging er in den Ruhestand. Seine Nachfolge an der Universität Hamburg in der Alten Geschichte trat Kaja Harter-Uibopuu an.
Schwerpunkte von Halfmanns Tätigkeit sind Geschichte und Epigraphik Kleinasiens in der römischen Zeit, die Prosopographie der römischen Führungsschicht sowie geographische Informationssysteme. Über den Triumvirn Marcus Antonius legte er 2011 eine einschlägige Biographie vor.

## Schriften (Auswahl)
- Die Senatoren aus dem östlichen Teil des Imperium Romanum bis zum Ende des 2. Jahrhunderts n. Chr. (= Hypomnemata. Heft 58). Vandenhoeck und Ruprecht, Göttingen 1979, ISBN 3-525-25154-8.
- Itinera principum. Geschichte und Typologie der Kaiserreisen im Römischen Reich (= Heidelberger Althistorische Beiträge und Epigraphische Studien. Band 2). Steiner, Stuttgart 1986, ISBN 3-515-04551-1.
- Städtebau und Bauherren im römischen Kleinasien. Ein Vergleich zwischen Pergamon und Ephesos (= Istanbuler Mitteilungen. Beiheft 43). Wasmuth, Tübingen 2001, ISBN 3-8030-1742-4.
  - Isabelle Voss (Übersetzerin): Ephèse et Pergame. Urbanisme et commanditaires en Asie Mineure romaine (= Scripta antiqua. Band 11). Ausonius/de Boccard, Bordeaux/Paris/Pessac 2004, ISBN 2-910023-55-9.
- Iudaea, kein Teil der römischen Oikumene? (= Labarum. Band 7). Publikacje Instytutu Historii UAM, Posen 2008, ISBN 978-83-89407-51-1.
- Marcus Antonius. Wissenschaftliche Buchgesellschaft, Darmstadt 2011, ISBN 978-3-534-21727-4 (Rezension).